# غلان كوك
غلان كوك (بالإنجليزية: Glen Cook)‏ (9 يوليو 1944، نيويورك في الولايات المتحدة)؛ كاتب وروائي أمريكي.

## روابط خارجية
- غلان كوك على موقع IMDb (الإنجليزية)
- غلان كوك على موقع ميوزك برينز (الإنجليزية)